# Donja Lomnica
 Ovo je glavno značenje pojma Donja Lomnica. Za druga značenja pogledajte Donja Lomnica (razdvojba).
Donja Lomnica je selo kraj Velike Gorice i grada Zagreba. Prema popisu iz 2011. godine naselje ima 1732 stanovnika, a izmjerena je površina od 14,93 km². Donja Lomnica je jedno od najvećih i najmnogoljudnijih naselja u Turopolju i Zagrebačkoj županiji. Zaštitnik sela je Sveti Bartol.

## Zemljopis
Donja Lomnica je prigradsko naselje u neposrednoj blizini grada Zagreba, kraj Velike Gorice, a smješteno je u Zagrebačkoj županiji. dakle u sjeverozapadnoj Hrvatskoj
Donja Lomnica se nalazi 15 km južno od Zagreba uz Autocesta A11. Zagreb-Sisak. Reljef Donje Lomnice je nizinski s prosječnom visinom od 106 m. Nedaleko sela nalazi se potok Lomnica u koji se ulijeva potok Lipnica.Svrstava se u najveća i najmnogoljudnija turopoljska naselja. Administrativno pripada Velikoj Gorici. Naselje je vrlo dobro povezano sa Zagrebom i Velikom Goricom (autobusom). Automobilom stigne se do Zagreba za 20 minuta a u Veliku Goricu 5 minuta.
Naselje je okruženo Mjesnim zajednicama: Gornja Lomnica, Gradići, Gudci, Hrašće Turopoljsko, Lukavec, Petrovina Turopoljska, Šiljakovina, Velika Mlaka i grad 
Velika Gorica.

## Stanovništvo
Donu Lomnicu prema popisu stanovništva iz 2011. godine nastanjuje 1.732 stanovnika. Stanovništvo se sastoji od 99% Hrvatskog puka rimokatoličke vjeroispovjedi.
| broj stanovnika | 673   | 753   | 750   | 892   | 959   | 1051  | 1031  | 1103  | 1194  | 1243  | 1276  | 1264  | 1387  | 1462  | 1665  | 1732  | 1603  |
|                 | 1857. | 1869. | 1880. | 1890. | 1900. | 1910. | 1921. | 1931. | 1948. | 1953. | 1961. | 1971. | 1981. | 1991. | 2001. | 2011. | 2021. |

## Uprava
Mjesni odbor sa statutom jedinice lokalne samouprave s 9 članova s mandatom na 4 godine. Predsjednik Željko Deverić (HDZ).

## Povijest

### Stari vijek
U antičko doba na ovim prostorima živjelo je ilirsko pleme Japodi, a 119.g. prije Krista dolazi keltsko pleme Skordisci dok su 39. prije Krista došli Rimljani. U 4. stoljeću prije Krista na područje Donje Lomnice dolaze Kelti ili Gali.

Ti Praturopoljci i Pralomničani su donijeli su sa sobom i svoju kulturnu predaju, a neka se od njih održala do dana današnjeg (Jurjevo, nekad se slavilo u čast slavenskog Boga Jarila, fašnik, dok se u nekim lomničkim pjesama nalaze arhaične slavenske riječi.

### Srednji vijek
Godine 1279. prvi puta spominje se selo Lomnica, a Lomničani kao plemeniti Jobagioni (job=dobar, bagio=krevet) što na mađarskom znači bolji stalež, kako je u toj ispravi naziv Donjolomničana od čuvara grada Zagreba, ispravljen u plemiće zagrebačkog polja (Turopoljci), možemo naslućivati, da su Donjolomničani doista nekoć obavljali časnu službu čuvara grada Zagreba, pod koji je prvobitno spadalo gotovo cijelo Turopolje.
Te godine živjeli su u Donjoj Lomnici, Pavao i Daslav sinovi Oporovi, Pavao, Blaž, i Marko sinovi Vida, Stjepan sin Vukonje, a po svoj prilici bili su Lomničani i Tvrtko sin Radovanov, Veliša sin Petrov, Izak sin Dešin, Toljaš sin Radučev, Jakob sin Vukoslavov, Čur sin Prvošev, Obrad sin Nezda, Vukša sin Supislavov i Vahčić sin Martinov. Te iste godine 4. srpnja, Pavao Oporov prodao je svoje posjede u Kostanjevcu Pavlu Vidovom, a Topolovac Stjepanu sinu Vukonje, prodaja je izvršena u kancelariji zagrebačkog kaptola (original pismo pronašao je Emilij Laszowski u sudačkoj škrinji).

## Promet
Lomnica je povezana cestovnim, željezničkim i zračnim putevima. Prema zapadu cestom je povezana sa Zagrebom jugom prema Vukomeričkim Goricama sjeveru prema Velikoj Mlaci a istoku prema Velikoj Gorici. U blizini nalazi se željeznička postaja kao i zračna luka Pleso.

## Spomenici i znamenitosti
- Kurija Modić-Bedeković
- Župna crkva Sv.Tri Kralja (1778.g.)
- Kapelica Gospe Lurdske 1925.g)
- Raspelo u selu (1938.g.)
- Spomen ploča Dragovoljcima Domovinskog rata (2006.)
- Spomenik Dragovoljcima Domovinskog rata (2008.)
- Spomen ploča poginulim u II.Svjetskom Ratu (1963.)
- Zgrada osnovne škole
- Vila Bedeković

## Obrazovanje
Osnovna škola Nikola Hribar danas djeluje kao četverogodišnja, dok viši razredi odlaze školskim autobusom u Veliku Goricu. Škola je sagradio 1900. godine čovjek po kome danas nosi ime.

## Kultura
- Kulturno umjetničko društvo Nova Zora

## Šport
- NK Lomnica

## Donja Lomnica danas
Nekadašja Donja Lomnica otišla je u nepovrat, zadružnih hiža nema više, tek je ostalo manji dio drvenih kuća. Sve se modernizirano a poljoprivreda gotovo napuštena i svi se okreću urbanom životu. Danas Donja Lomnica ima 1.667 stanovnika.

## Udruge
- Dobrovoljno vatrogasno društvo,
- KUD-Nova Zora,
- Lovačko društvo Fazan,
- Plemenita sučija,
- Športsko društvo Lomnica,
- Udruga umirovljenika,
- Udruga Dragovoljaca domovinskog rata